# AFC Challenge Cup de 2006
AFC Challenge Cup de 2006 foi a primeira edição deste evento esportivo, um torneio internacional de futebol masculino organizado pela Federação Internacional de Futebol (FIFA), que ocorreu no Bangladesh, anfitrião da competição a qual envolve exclusivamente países asiáticos. O campeonato começou a ser disputado no dia 1 de abril de 2006 e terminou em 16 de abril do mesmo ano.
Houve dezesseis equipes participantes, divididas, à princípio, em quatro grupos, os quais disputaram jogos em busca da fase final, composta pelas quartas de final, semifinal e final. Portanto, o vencedor da taça foi Tadjiquistão, após vencer a final contra Sri Lanka, pelo placar de 4 a 0.
Das nações lusófonas, Timor-Leste chegou a ser selecionada para participar do torneio, mas foi removida em razão de controvérsias com a confederação do país. A seleção de menor campanha foi Guam, que perdeu todos os jogos que competiu, com dezessete gols contra em três partidas. A de maior campanha foi a própria campeã, que só perdeu um dos seis jogos: contra o Quirguistão.

## Participantes
A Confederação Asiática de Futebol escolheu dezessete nações como associações emergentes, ou seja, seleções com pouca tradição no futebol e que não tinham desenvolvimento técnico suficiente para chegar à Copa do Mundo. Foram selecionadas em agosto de 2005 equipes pertencentes ao território asiático para disputar o evento.
| - Afeganistão - Butão - Brunei - Camboja - Taipé Chinesa - Guam - Quirguistão | - Laos (removido) - Macau - Mongólia (removido) - Nepal - Paquistão - Palestina - Filipinas | - Sri Lanka - Tajiquistão - Timor-Leste (removido) Pré-seleção - Bangladesh - Índia |

## Sede
Foi decidido previamente pela confederação futebolística que o país-sede do evento seria Bangladesh. A cidade principal que serviu como anfitriã da AFC Challenge Cup de 2006 foi a capital, Daca. Dentre os estádios onde ocorreram torneios, estão o Estádio Nacional Bangabandhu, o Estádio M. A. Aziz e o Estádio Armado de Bangladesh.

## Fase de grupos

### Grupo A
| Time          | J | V | E | D | GP | GC | SG | Pts |
| ------------- | - | - | - | - | -- | -- | -- | --- |
| Índia         | 3 | 1 | 2 | 0 | 3  | 1  | +2 | 5   |
| Taipé Chinesa | 3 | 1 | 2 | 0 | 3  | 2  | +1 | 5   |
| Filipinas     | 3 | 0 | 2 | 1 | 2  | 3  | −1 | 2   |
| Afeganistão   | 3 | 0 | 2 | 1 | 3  | 5  | −2 | 2   |

| 1 de abril de 2006 | Índia          | 2–0    | Afeganistão |  |
|                    | Vimal 35', 60' | Report |             |  |

| 1 de abril de 2006 | Taipé Chinesa      | 1–0    | Filipinas |  |
|                    | Chuang Wei-lun 20' | Report |           |  |

| 3 de abril de 2006 | Filipinas    | 1–1    | Índia    |  |
|                    | Valeroso 19' | Report | Vimal 8' |  |

| 3 de abril de 2006 | Afeganistão     | 2–2    | Taipé Chinesa                            |  |
|                    | Qadami 20', 23' | Report | Chuang Wei-lun 48' · Liang Chien-wei 73' |  |

| 5 de abril de 2006 | Índia | 0–0    | Taipé Chinesa |  |
|                    |       | Report |               |  |

| 5 de abril de 2006 | Filipinas    | 1–1    | Afeganistão |  |
|                    | Valeroso 59' | Report | Maqsood 28' |  |

### Grupo B
| Time      | J | V | E | D | GP | GC | SG | Pts |
| --------- | - | - | - | - | -- | -- | -- | --- |
| Sri Lanka | 3 | 2 | 1 | 0 | 3  | 1  | +2 | 7   |
| Nepal     | 3 | 1 | 1 | 1 | 4  | 3  | +1 | 4   |
| Brunei    | 3 | 1 | 1 | 1 | 2  | 2  | 0  | 4   |
| Butão     | 3 | 0 | 1 | 2 | 0  | 3  | −3 | 1   |

| 2 de abril de 2006 | Sri Lanka | 1–0    | Brunei |  |
|                    | Kasun 74' | Report |        |  |

| 2 de abril de 2006 | Nepal            | 2–0    | Butão |  |
|                    | Pradeep 52', 68' | Report |       |  |

| 4 de abril de 2006 | Butão | 0–1    | Sri Lanka |  |
|                    |       | Report | Karu 45'  |  |

| 4 de abril de 2006 | Brunei                 | 2–1    | Nepal     |  |
|                    | Adie 11' · Riwandi 42' | Report | Tashi 60' |  |

| 6 de abril de 2006 | Sri Lanka    | 1–1    | Nepal              |  |
|                    | Izzadeen 19' | Report | Pradeep 75' (pen.) |  |

| 6 de abril de 2006 | Butão | 0–0    | Brunei |  |
|                    |       | Report |        |  |

### Grupo C
| Time       | J | V | E | D | GP | GC | SG  | Pts |
| ---------- | - | - | - | - | -- | -- | --- | --- |
| Palestina  | 3 | 2 | 1 | 0 | 16 | 1  | +15 | 7   |
| Bangladesh | 3 | 2 | 1 | 0 | 6  | 2  | +4  | 7   |
| Camboja    | 3 | 1 | 0 | 2 | 4  | 6  | −2  | 3   |
| Guam       | 3 | 0 | 0 | 3 | 0  | 17 | −17 | 0   |

| 1 de abril de 2006 | Palestina                                                                                   | 11–0   | Guam |  |
|                    | Keshkesh 6' · Attal 14', 20', 25', 32', 45+1' · Atura 22' · Al Amour 39' · Al-Kord 59', 67' | Report |      |  |

| 1 de abril de 2006 | Bangladesh            | 2–1    | Camboja      |  |
|                    | Alfaz 31' · Ameli 64' | Report | C. Rithy 68' |  |

| 3 de abril de 2006 | Camboja | 0–4    | Palestina                                      |  |
|                    |         | Report | Keshkesh 10' · Al-Sweirki 12', 75' · Attal 30' |  |

| 3 de abril de 2006 | Guam | 0–3    | Bangladesh                |  |
|                    |      | Report | Ameli 49' · Abul 83', 85' |  |

| 5 de abril de 2006 | Palestina | 1–1    | Bangladesh |  |
|                    | Attal 30' | Report | Tapu 55'   |  |

| 6 de abril de 2006 | Camboja                                        | 3–0    | Guam |  |
|                    | S. Buntheang 37' · Kosal 40' · K. Kumpheak 63' | Report |      |  |

### Grupo D
| Time        | J | V | E | D | GP | GC | SG | Pts |
| ----------- | - | - | - | - | -- | -- | -- | --- |
| Tajiquistão | 3 | 2 | 0 | 1 | 6  | 1  | +5 | 6   |
| Quirguistão | 3 | 2 | 0 | 1 | 3  | 1  | +2 | 6   |
| Paquistão   | 3 | 1 | 1 | 1 | 3  | 4  | −1 | 4   |
| Macau       | 3 | 0 | 1 | 2 | 2  | 8  | −6 | 1   |

| 2 April 2006 | Tajiquistão                                          | 4–0    | Macau |  |
|              | Mahmudov 9' · Rabiev 13' · Rabimov 56' · Khojaev 77' | Report |       |  |

| 2 de abril de 2006 | Quirguistão | 0–1    | Paquistão |  |
|                    |             | Report | Essa 59'  |  |

| 4 de abril de 2006 | Paquistão | 0–2    | Tajiquistão                |  |
|                    |           | Report | Hakimov 14' · Irgashev 20' |  |

| 6 de abril de 2006 | Tajiquistão | 0–1    | Quirguistão |  |
|                    |             | Report | Krasnov 22' |  |

| 6 de abril de 2006 | Paquistão            | 2–2    | Macau                  |  |
|                    | Adeel 12' · Essa 43' | Report | Chan Kin Seng 16', 52' |  |

| 7 de abril de 2006 | Macau | 0–2    | Quirguistão                   |  |
|                    |       | Report | Ablakimov 35' · Ishenbaev 58' |  |

## Fase final
|  | Quartas de final        | Quartas de final    |                          |       | Semifinais | Semifinais |  |  | Final | Final |
|  |                         |                     |                          |       |            |            |  |  |       |       |
|  | 8 de abril - Chittagong |                     |                          |       |            |            |  |  |       |       |
|  |                         |                     |                          |       |            |            |  |  |       |       |
|  | Taipé Chinesa           | 0                   |                          |       |            |            |  |  |       |       |
|  | Taipé Chinesa           | 0                   | 12 de abril – Chittagong |       |            |            |  |  |       |       |
|  | Sri Lanka               | 3                   |                          |       |            |            |  |  |       |       |
|  | Sri Lanka               | 3                   | Sri Lanka (pên.)         | 1 (5) |            |            |  |  |       |       |
|  | 9 de abril - Chittagong |                     | Sri Lanka (pên.)         | 1 (5) |            |            |  |  |       |       |
|  |                         | Nepal               | 1 (3)                    |       |            |            |  |  |       |       |
|  | Índia                   | Nepal               | 1 (3)                    | 0     |            |            |  |  |       |       |
|  | Índia                   |                     | 16 de abril – Dhaka      | 0     |            |            |  |  |       |       |
|  | Nepal                   | 3                   |                          |       |            |            |  |  |       |       |
|  | Nepal                   | 3                   | Sri Lanka                | 0     |            |            |  |  |       |       |
|  | 9 de abril - Dhaka      |                     | Sri Lanka                | 0     |            |            |  |  |       |       |
|  |                         | Tajiquistão         | 4                        |       |            |            |  |  |       |       |
|  | Palestina               | Tajiquistão         | 4                        | 0     |            |            |  |  |       |       |
|  | Palestina               | 13 de abril - Dhaka |                          | 0     |            |            |  |  |       |       |
|  | Quirguistão             | 1                   |                          |       |            |            |  |  |       |       |
|  | Quirguistão             | 1                   | Quirguistão              | 0     |            |            |  |  |       |       |
|  | 10 de abril - Dhaka     |                     | Quirguistão              | 0     |            |            |  |  |       |       |
|  |                         | Tajiquistão         | 2                        |       |            |            |  |  |       |       |
|  | Bangladesh              | Tajiquistão         | 2                        | 1     |            |            |  |  |       |       |
|  | Bangladesh              |                     |                          | 1     |            |            |  |  |       |       |
|  | Tajiquistão             | 6                   |                          |       |            |            |  |  |       |       |
|  | Tajiquistão             | 6                   |                          |       |            |            |  |  |       |       |

### Quartas de final
| 8 de abril de 2006 | Sri Lanka                                  | 3–0    | Taipé Chinesa |  |
|                    | Izzadeen 44' · Sanjaya 70' · Ratnayaka 90' | Report |               |  |

| 9 de abril de 2006 | Índia | 0–3    | Nepal                          |  |
|                    |       | Report | Pradeep 16', 26' · Basanta 28' |  |

| 9 de abril de 2006 | Palestina | 0–1    | Quirguistão      |  |
|                    |           | Report | Djamshidov 90+1' |  |

| 10 de abril de 2006 | Tajiquistão                                                                         | 6–1    | Bangladesh |  |
|                     | Rabimov 2' · Mahmudov 20' · Mukhidinov 31' · Hakimov 51' · Rabiev 65' · Nematov 81' | Report | Alfaz 17'  |  |

### Semifinais
| 12 de abril de 2006 | Sri Lanka | 1–1    | Nepal       |  |
|                     | Kasun 65' | Report | Basanta 82' |  |

| 13 de abril de 2006 | Quirguistão | 0–2    | Tajiquistão       |  |
|                     |             | Report | Rabiev 51', 90+2' |  |

### Final
| 16 de abril de 2006 | Sri Lanka | 0–4    | Tajiquistão                            |  |
|                     |           | Report | Mukhidinov 1', 61', 71' · Mahmudov 45' |  |

O campeão da primeira edição da AFC Challenge Cup foi a Seleção do Tadjiquistão. O prêmio Fair Play foi dado a Seleção do Sri Lanka. A Bota de Ouro foi a Fahed Attal e o jogador considerado mais valioso foi Ibrahim Rabimov.